# Novel·la psicològica
La novel·la psicològica és un tipus de novel·la que va sorgir a principis del segle xx amb figures com Marcel Proust o James Joyce. Tenia com a característiques la subjectivització, la introspecció en la psicologia i el món interior del protagonista —prenent com a base els estudis realitzats per Sigmund Freud— i la utilització del discurs directe lliure i el monòleg interior. A part, solia tractar sobre la psicologia de la dona, perquè creien que era més complexa i, per tant, més interessant, cosa que es palesa als títols d'algunes novel·les (Laura, Aloma, Colometa, etc.). Aquestes dones, per norma general, provenien d'un estrat burgès i tenien un cert nivell cultural assolit.
Els dos autors més importants en català d'aquest tipus de literatura són Llorenç Villalonga (Mort de dama) i Mercè Rodoreda (Aloma, La plaça del Diamant). En un segon terme hi ha figures com Miquel Llor (Laura a la ciutat dels sants) o Carles Soldevila (cicle de novel·les format per Fanny, Eva i Valentina)